# ليديا بيكر
ليديا إرنستين بيكر (بالإنجليزية: Lydia Ernestine Becker)‏ (24 فبراير من عام 1827- 18 يوليو من عام 1890)، كانت رائدةً في حركة حق التصويت المبكرة في المملكة المتحدة لبريطانيا العظمى وأيرلندا، وقد كانت أيضًا عالمةً هاويةً مهتمةً بعلم الأحياء وعلم الفلك. اكتسبت شهرة عالمية لتأسيسها مجلة وومن سفريج جورنال والنشر فيها بين عامي 1870 و1890.

## سيرتها
ولدت بيكر في شارع كوبر في مانشستر، لتكون الابنة الكبرى لهانيبال بيكر الذي هاجر والده إرنست بيكر من أوردروف في تورينغن. تلقت بيكر تعليمها في المنزل، مثل العديد من الفتيات في ذلك الوقت. درست بيكر علم النبات وعلم الفلك منذ خمسينيات القرن التاسع عشر مدفوعةً بفضولها الفكري، وفازت في عام 1862 بميدالية ذهبية بعد نشرها لورقة بحثية علمية حول البستنة. شجعها عمها -عوضًا عن والديها- على تعزيز اهتمامها هذا. أسست بعد خمس سنوات من ذلك الجمعية الأدبية للسيدات في مانشستر.
بدأت بيكر بمراسلة تشارلز داروين وأقنعته بعد ذلك بوقت قصير بإرسال ورقة بحثية إلى الجمعية. أرسلت بيكر عددًا من عينات نباتات الحقول المحيطة بمانشستر إلى داروين في سياق مراسلاتهم. كما أرسلت إلى داروين نسخة من «كتيبها» علم النبات للمبتدئين (1864). تُعتبر بيكر إحدى نساء القرن التاسع عشر اللواتي ساهمن بشكل روتيني في أعمال داروين العلمية. تشير مراسلاتها وعملها على حد سواء إلى امتلاك بيكر لاهتمام خاص بالنباتات ثنائية الجنس والخنثى التي ربما كانت بالنسبة لها دليلًا «طبيعيًا» قويًا على النظام الجنسي والاجتماعي الراديكالي البديل.
عُرفت بيكر أيضًا لمساهماتها العلمية الخاصة، إذ مُنحت جائزة وطنية في ستينيات القرن التاسع عشر لمجموعتها من النباتات المجففة التي أُعدت باستخدام الطريقة التي ابتكرتها بيكر نفسها من أجل احتفاظ النباتات بألوانها الأصلية. قدمت بيكر ورقة بحثية في علم النبات في اجتماع الجمعية البريطانية لتقدم العلوم لعام 1869، مناقشةً فيها تأثير العدوى الفطرية على التطور الجنسي في الأنواع النباتية. ظل علم النبات مهمًا بالنسبة لها، ولكن استحوذ نضالها من أجل حق النساء في التصويت على الدور المحوري في حياتها. جمعت مشاركتها في تعزيز حصول الفتيات والنساء على التعليم العلمي والتشجيع عليه هذين الجانبين معًا.

## الوفاة والإرث
زارت بيكر الحمامات الطبية في إيكس ليبان في عام 1890، حيث مرضت وتوفت بسبب الخناق، في الثالثة والستين من عمرها.
قرر موظفو مجلة وومن سفريج جورنال وقف النشر، بدلاً من مواصلته بعد وفاتها.